# Lepidochrysops hypoleucus
Lepidochrysops hypoleucus är en fjärilsart som beskrevs av Butler 1893. Lepidochrysops hypoleucus ingår i släktet Lepidochrysops och familjen juvelvingar. Inga underarter finns listade i Catalogue of Life.